# Alonso Martínez (futbolista)
Adrián Alonso Martínez Batista (Isla de Chira, Puntarenas, Costa Rica, 15 de octubre de 1998) es un futbolista costarricense que juega como extremo derecho en el New York City F. C. de la Major League Soccer.

## Trayectoria

### Inicios
Oriundo de Isla de Chira de Puntarenas, Martínez es el menor de cuatro hermanos y único que llegó a ser futbolista. Su formación en el deporte se dio en los Juegos Nacionales de 2015 celebrados en San Carlos, para después acudir a un partido del equipo de su localidad contra el Puntarenas, club entonces dirigido por Walter Centeno. Al final del encuentro, Centeno le dijo que se quedara en el equipo ya que le convenció su técnica con el balón y rapidez.

### Puntarenas F. C.
Su debut en la Segunda División se dio el 23 de enero de 2016, en el Estadio "Lito" Pérez contra Grecia por la segunda fecha del Torneo de Clausura. Martínez apareció como titular y marcó un doblete a los minutos 15' y 51' para ayudar a su equipo a ganar el juego por 3-2.

### A. D. COFUTPA
A partir de 2017, Martínez fue fichado en Alajuelense por el gerente deportivo Víctor Badilla. Estuvo un periodo jugando para el alto rendimiento rojinegro, hasta que fue cedido a COFUTPA de la segunda categoría en la temporada 2017-18. Tuvo buen suceso al alcanzar quince goles.

### L. D. Alajuelense
El 17 de mayo de 2018, el entrenador Luis Diego Arnáez confirma el regreso de Martínez a Alajuelense. Debutó en la Primera División el 28 de julio, jugando los últimos veintidós minutos de la derrota de local por 1-2 ante Pérez Zeledón.

### Guadalupe F. C.
El 10 de enero de 2019, Martínez fue presentado oficialmente como nuevo jugador de Guadalupe, junto a Jean Scott, Bryan Espinoza y José Porras. Alonso estuvo en el club en condición de préstamo. El 22 de mayo se confirmó que se mantendría con los guadalupanos por una temporada más.

### L. D. Alajuelense
El 6 de agosto de 2020, el club Alajuelense incorpora a Martínez y lo toma en cuenta para jugar la temporada.
El 20 de diciembre de 2020, Martínez se proclamó campeón del Torneo de Apertura al derrotar a Herediano en las dos finales con marcadores de 1-0. El 3 de febrero de 2021, Alonso conquistó su segundo título en el club tras vencer al Deportivo Saprissa por 3-2 en la final de Liga Concacaf.

### Lommel S. K.
El 18 de agosto de 2021, Alajuelense confirmó la venta del jugador al consorcio City Football Group, para que a partir de enero de 2022 se pueda unir al Lommel Sportkring de Bélgica.
El 7 de enero de 2022, fue presentado oficialmente en el equipo belga al cual se unió por un periodo de cinco temporadas. Alonso Martínez realizó su debut el 21 de enero de 2022 enfrentándose al Racing White Daring Molenbeek ingresando de cambio al minuto 63, el encuentro terminó 2-0 a favor del Racing White Daring Molenbeek

### New York City FC
El 2 de agosto de 2023, el New York City F. C. de la Major League Soccer de los Estados Unidos, anunció la contratación del extremo costarricense. El 26 de agosto, debutó contra el F. C. Cincinnati, Martínez ingresó al minuto 84 por la derrota 3-0.

## Selección nacional

### Categorías inferiores
El 10 de marzo de 2021, Martínez fue incluido en la lista final del entrenador Douglas Sequeira, para enfrentar el Preolímpico de Concacaf con la Selección Sub-23 de Costa Rica. El 18 de marzo apareció como titular frente a Estados Unidos en el Estadio Jalisco, donde se dio la derrota por 1-0. Tres días después repitió ante México en el Estadio Akron, y en esta ocasión vio otra vez la derrota de su conjunto por 3-0. Este resultado dejó fuera a la selección costarricense de optar por un boleto a los Juegos Olímpicos de Tokio. El 24 de marzo jugó los últimos veintitrés minutos en el triunfo de trámite por 5-0 sobre República Dominicana.

#### Participaciones en juveniles
| Competición                     | Sede   | Resultado      | Posición | Partidos | Goles |
| ------------------------------- | ------ | -------------- | -------- | -------- | ----- |
| Preolímpico de Concacaf de 2020 | México | Fase de grupos | 6/8      | 3        | 0     |

### Selección absoluta
El estratega Ronald González de la Selección de Costa Rica incluyó por primera vez a Alonso Martínez para jugar la etapa final de la Liga de Naciones. El 3 de junio de 2021, hizo su debut internacional como titular en la semifinal contra México (0-0) en el Empower Field en Denver, por lo que la serie se llevó a los penales donde su conjunto no pudo avanzar. Tres días después tampoco superó el compromiso por el tercer lugar frente a Honduras (2-2), cayendo por la misma vía de los penales. Alonso tuvo acción en los dos partidos.
El 1 de julio de 2021, Martínez fue convocado en la lista definitiva de Luis Fernando Suárez para disputar la Copa de Oro de la Concacaf en Estados Unidos.

#### Participaciones internacionales
| Evento                                  | Sede                    | Resultado        | Partidos | Goles |
| --------------------------------------- | ----------------------- | ---------------- | -------- | ----- |
| Liga de Naciones de la Concacaf 2019-20 | Concacaf                | Cuarto lugar     | 2        | 0     |
| Copa de Oro de la Concacaf 2021         | Estados Unidos          | Cuartos de final | 4        | 0     |
| Liga de Naciones de la Concacaf 2022-23 | Concacaf                | Fase de grupos   | 2        | 0     |
| Liga de Naciones de la Concacaf 2024-25 | Concacaf                | Cuartos de final | 5        | 1     |
| Copa de Oro de la Concacaf 2025         | Estados Unidos · Canadá | Cuartos de final | 4        | 2     |

#### Participaciones en eliminatorias
| Eliminatoria               | Sede                             | Resultado   | Posición | Partidos | Goles |
| -------------------------- | -------------------------------- | ----------- | -------- | -------- | ----- |
| Clasificación Mundial 2022 | Catar                            | Clasificado | 4.ª      | 6        | 0     |
| Clasificación Mundial 2026 | Estados Unidos · México · Canadá |             |          | 1        | 1     |

## Estadísticas

### Clubes
Actualizado al último partido jugado el 10 de agosto de 2025.
| Club                                | Div.          | Temporada     | Liga  | Liga  | Liga   | Copas nacionales | Copas nacionales | Copas nacionales | Copas internacionales | Copas internacionales | Copas internacionales | Total | Total | Total  |
| Club                                | Div.          | Temporada     | Part. | Goles | Asist. | Part.            | Goles            | Asist.           | Part.                 | Goles                 | Asist.                | Part. | Goles | Asist. |
| ----------------------------------- | ------------- | ------------- | ----- | ----- | ------ | ---------------- | ---------------- | ---------------- | --------------------- | --------------------- | --------------------- | ----- | ----- | ------ |
| A. D Cofutpa · Costa Rica           |               |               |       |       |        |                  |                  |                  |                       |                       |                       |       |       |        |
| 2.ª                                 | 2017-18       | 20            | 15    | 0     | —      | —                | —                | —                | —                     | —                     | 20                    | 15    | 0     |        |
| Total club                          | Total club    | 20            | 15    | 0     | 0      | 0                | 0                | 0                | 0                     | 0                     | 20                    | 15    | 0     |        |
| L. D. Alajuelense · Costa Rica      |               |               |       |       |        |                  |                  |                  |                       |                       |                       |       |       |        |
| 1.ª                                 | 2018-19       | 7             | 0     | 0     | —      | —                | —                | —                | —                     | —                     | 7                     | 0     | 0     |        |
| Total club                          | Total club    | 7             | 0     | 0     | 0      | 0                | 0                | 0                | 0                     | 0                     | 7                     | 0     | 0     |        |
| Guadalupe F. C. · Costa Rica        |               |               |       |       |        |                  |                  |                  |                       |                       |                       |       |       |        |
| 1.ª                                 | 2018-19       | 18            | 2     | 0     | —      | —                | —                | —                | —                     | —                     | 18                    | 2     | 0     |        |
| 1.ª                                 | 2019-20       | 35            | 11    | 3     | —      | —                | —                | —                | —                     | —                     | 35                    | 11    | 3     |        |
| Total club                          | Total club    | 53            | 13    | 3     | 0      | 0                | 0                | 0                | 0                     | 0                     | 53                    | 13    | 3     |        |
| L. D. Alajuelense · Costa Rica      |               |               |       |       |        |                  |                  |                  |                       |                       |                       |       |       |        |
| 1.ª                                 | 2020-21       | 35            | 11    | 8     | —      | —                | —                | 6                | 1                     | 2                     | 41                    | 12    | 10    |        |
| 1.ª                                 | 2021-22       | 14            | 4     | 3     | 1      | 0                | 1                | 2                | 1                     | 1                     | 17                    | 5     | 5     |        |
| Total club                          | Total club    | 49            | 15    | 11    | 1      | 0                | 1                | 8                | 2                     | 3                     | 58                    | 17    | 15    |        |
| Lommel S. K. · Bélgica              |               |               |       |       |        |                  |                  |                  |                       |                       |                       |       |       |        |
| 2.ª                                 | 2021-22       | 5             | 0     | 1     | —      | —                | —                | —                | —                     | —                     | 5                     | 0     | 1     |        |
| 2.ª                                 | 2022-23       | 30            | 8     | 8     | 1      | 0                | 0                | —                | —                     | —                     | 31                    | 8     | 8     |        |
| Total club                          | Total club    | 35            | 8     | 9     | 1      | 0                | 0                | 0                | 0                     | 0                     | 36                    | 8     | 9     |        |
| New York City F. C. Estados Unidos  |               |               |       |       |        |                  |                  |                  |                       |                       |                       |       |       |        |
| 1.ª                                 | 2023          | 3             | 0     | 0     | —      | —                | —                | —                | —                     | —                     | 3                     | 0     | 0     |        |
| 1.ª                                 | 2024          | 30            | 17    | 3     | —      | —                | —                | 5                | 1                     | 1                     | 35                    | 18    | 4     |        |
| 1.ª                                 | 2025          | 22            | 13    | 1     | 0      | 0                | 0                | 3                | 2                     | 1                     | 25                    | 15    | 2     |        |
| Total club                          | Total club    | 55            | 30    | 4     | 0      | 0                | 0                | 8                | 3                     | 2                     | 63                    | 33    | 6     |        |
| Total carrera                       | Total carrera | Total carrera | 219   | 81    | 27     | 2                | 0                | 1                | 16                    | 5                     | 5                     | 237   | 86    | 33     |
| 1. 2. Fuente:Transfermarkt - LIASCE |               |               |       |       |        |                  |                  |                  |                       |                       |                       |       |       |        |

### Selección de Costa Rica
Actualizado al último partido jugado el 29 de junio de 2025.
| Selección               | Año | Eliminatorias | Eliminatorias | Eliminatorias | Continental | Continental | Continental | Mundial | Mundial | Mundial | Amistosos | Amistosos | Amistosos | Total | Total | Total  |
| Selección               | Año | Part.         | Goles         | Asist.        | Part.       | Goles       | Asist.      | Part.   | Goles   | Asist.  | Part.     | Goles     | Asist.    | Part. | Goles | Asist. |
| ----------------------- | --- | ------------- | ------------- | ------------- | ----------- | ----------- | ----------- | ------- | ------- | ------- | --------- | --------- | --------- | ----- | ----- | ------ |
| Absoluta · Costa Rica   |     |               |               |               |             |             |             |         |         |         |           |           |           |       |       |        |
| 2021                    | —   | —             | —             | 6             | 0           | 0           | —           | —       | —       | —       | —         | —         | 6         | 0     | 0     |        |
| 2022                    | 6   | 0             | 0             | —             | —           | —           | —           | —       | —       | —       | —         | —         | 6         | 0     | 0     |        |
| 2023                    | —   | —             | —             | 2             | 0           | 0           | —           | —       | —       | —       | —         | —         | 2         | 0     | 0     |        |
| 2024                    | —   | —             | —             | 5             | 1           | 1           | —           | —       | —       | —       | —         | —         | 5         | 1     | 1     |        |
| 2025                    | 1   | 1             | 2             | 6             | 3           | 2           | —           | —       | —       | 0       | 0         | 0         | 7         | 4     | 4     |        |
| Total                   | 7   | 1             | 2             | 19            | 4           | 3           | 0           | 0       | 0       | 0       | 0         | 0         | 26        | 5     | 5     |        |
| 1. Fuente:Transfermarkt |     |               |               |               |             |             |             |         |         |         |           |           |           |       |       |        |

#### Goles internacionales
| N. | Fecha                   | Sede                                       | Rival          | Gol | Resultado | Competición                                   |
| -- | ----------------------- | ------------------------------------------ | -------------- | --- | --------- | --------------------------------------------- |
| 1. | 18 de noviembre de 2024 | Estadio Rommel Fernández, Ciudad de Panamá | Panamá         | 2–2 | 2-2       | Liga de Naciones de la Concacaf 2024-25       |
| 2. | 25 de marzo de 2025     | Estadio Nacional, San José                 | Belice         | 3–0 | 6-1       | Clasificación Copa de Oro de la Concacaf 2025 |
| 3. | 7 de junio de 2025      | Wildey Turf, Wildey                        | Bahamas        | 0–1 | 0-8       | Clasificación Mundial 2026                    |
| 4. | 15 de junio de 2025     | Snapdragon Stadium, San Diego              | Surinam        | 1–0 | 4-3       | Copa de Oro de la Concacaf 2025               |
| 5. | 29 de junio de 2025     | U.S. Bank Stadium, Mineápolis              | Estados Unidos | 2–2 | 2-2       | Copa de Oro de la Concacaf 2025               |

## Palmarés

### Títulos nacionales
| Título                         | Club              | País       | Año  |
| ------------------------------ | ----------------- | ---------- | ---- |
| Primera División de Costa Rica | L. D. Alajuelense | Costa Rica | 2020 |

### Títulos internacionales
| Título        | Club              | Sede     | Año  |
| ------------- | ----------------- | -------- | ---- |
| Liga Concacaf | L. D. Alajuelense | Alajuela | 2020 |

### Distinciones individuales
| Distinción                                | Año  |
| ----------------------------------------- | ---- |
| Once ideal de la Liga Concacaf 2020       | 2021 |
| Mejor jugador del Torneo de Clausura 2021 | 2021 |